# Moisés Atisha
Moisés Carlos Atisha Contreras (ur. 27 lutego 1969 w Santiago) – chilijski duchowny katolicki, biskup San Marcos de Arica od 2015.

## Życiorys

### Prezbiterat
Wstąpił do zakonu pijarów i 11 marca 1994 złożył śluby zakonne. Święcenia kapłańskie przyjął 14 grudnia 1994 z rąk biskupa Sergio Valecha. Pracował w zakonnym kolegium hiszpańsko-amerykańskim w Santiago. W 2001 wystąpił z zakonu i został prezbiterem archidiecezji Santiago de Chile. Przez trzynaście lat pracował w kilku stołecznych parafiach, współpracując jednocześnie z chilijską Konferencją Episkopatu jako sekretarz komisji ds. duszpasterstwa młodzieży.

### Episkopat
21 listopada 2014 papież Franciszek mianował go biskupem ordynariuszem San Marcos de Arica. Sakry biskupiej udzielił mu 17 stycznia 2015 kardynał Ricardo Ezzati Andrello.